# Tweede wereld

De term tweede wereld werd voor eerst gebruikt in de Koude Oorlog.
Eerste wereld
Tweede wereld
Derde wereld

De tweede wereld is een in onbruik geraakt begrip om het blok van geïndustrialiseerde en communistische landen mee aan te duiden. Een groot deel van deze landen had zich verbonden in het Warschaupact en de Comecon.
Het is altijd een vrij ongebruikelijke term geweest, terwijl de term eerste wereld voor de rijke geïndustrialiseerde kapitalistische landen – waarvan de meeste deelnamen aan de NAVO – daarentegen lange tijd vrij gangbaar was. De term derde wereld werd oorspronkelijk gebruikt voor landen die noch bij de NAVO, noch bij het Warschaupact hoorden.
De term tweede wereld wordt vooral gebruikt voor landen die al redelijk ver ontwikkeld zijn, maar nog niet op het niveau van de "eerste wereld". Dit zijn voornamelijk de voormalig communistische landen in Oost-Europa, die na de val van het IJzeren Gordijn een nieuw regime kregen. Ook veel landen in Latijns-Amerika worden tot de tweede wereld gerekend. Onder derdewereldlanden worden vooral ontwikkelingslanden verstaan. De minst ontwikkelde landen worden ook de vierde wereld genoemd, echter kan Vierde wereld ook verwijzen naar de onderklasse in de Eerste en Tweede wereld. Hieronder vallen onder andere dak- en werklozen, illegalen, personen in de kansarmoede en sans-papiers.